# Monterey (Indiana)
Monterey – miasto w Stanach Zjednoczonych, w stanie Indiana, w hrabstwie Pulaski.